# موتور عبد اللهي راد
موتور عبد اللهي راد (بالإنجليزية: Mowtowr-e Abdollahi Rad)‏ هي منطقة سكنية تقع في سيستان وبلوتشستان في إيران. يقدر عدد سكانها بـ 51 نسمة .